# Johan Kukuzelis
Sankt Johan Kukuzelis (grekiska: Ιωάννης Κουκουζέλης, bulgariska: Йоан Кукузел, Yoan Kukuzel), cirka 1280 - 1360, var en framstående medeltida kompositör, sångare och kyrkomusikreformator av bulgarisk börd, född i staden Durazzo (i dag Durrës). Kukuzeli var bland annat verksam vid det bysantinska hovet i Konstantinopel och sedan vid ett kloster på berget Athos.[källa behövs] Efter sin död helgonförklarades han av den grekisk-ortodoxa kyrkan.[källa behövs]